# سیم روپس
سیم روپس (استونیایی: Siim Roops؛ زادهٔ ۴ مارس ۱۹۸۶) بازیکن فوتبال اهل استونی است.
از باشگاه‌هایی که در آن بازی کرده‌است می‌توان به باشگاه فوتبال فلورا تالین، باشگاه فوتبال سانتوس تارتو، باشگاه فوتبال ویلیاندی تولویک، و باشگاه فوتبال تارتو تامکا اشاره کرد.
وی همچنین در تیم ملی فوتبال استونی بازی کرده‌است.